# 陸軍科学研究所
陸軍科学研究所（りくぐんかがくけんきゅうじょ）は、兵器・兵器材料の基礎科学研究を行う日本陸軍の機関である。

## 概要
第一次世界大戦に伴う兵器発達に対処するため、「陸軍科学研究所令」（大正8年4月14日勅令第110号）により、1919年（大正8年）4月15日、陸軍火薬研究所を改編し陸軍技術本部隷下の機関として陸軍科学研究所を設置した。内部組織として第1課、第2課を置いた。事務所は同年4月19日、東京市小石川区小石川町東京砲兵工廠内（元東京衛戍総督部仮庁舎跡）に設置した。第2課は当分の間、板橋旧陸軍火薬研究所内に置かれた。
1923年（大正12年）5月、組織を拡充し第1部、第2部、第3部が設置された。1933年（昭和8年）8月、第2部の火薬・爆薬研究が陸軍造兵廠へ移管となり同部を廃止し、第3部を第2部とした。1939年（昭和14年）9月、特殊電波・特殊科学材料など秘密戦の研究部門として登戸出張所（登戸研究所）が設置された。
研究機関の整理統合が図られ、1941年（昭和16年）6月14日勅令第696号により「陸軍科学研究所令」が廃止され、第1部は陸軍技術本部第7研究所に、第2部は陸軍技術本部第6研究所に、登戸出張所は陸軍技術本部第9研究所に改編された。

## 組織の変遷
当初
- 所長
  - 第1課（物理的事項研究）
  - 第2課（化学的事項研究）

1923年5月以降
- 所長 → 廃止（1941.6.）
  - 第1部（物理的事項研究）→ 陸軍技術本部第7研究所（1941.6.）
  - 第2部（火薬・爆薬研究）→ 廃止（1933.8.）陸軍造兵廠へ移管。
  - 第3部（化学兵器・化学防護研究）→ 第2部（1933.8.）→ 陸軍技術本部第6研究所（1941.6.）
  - 登戸出張所（秘密兵器研究）（1939.9.）→ 陸軍技術本部第9研究所（1941.6.）

## 歴代所長
- 田中弘太郎 中将：1919年4月15日 - 1922年8月15日
- 長野準四郎 中将：1922年8月15日 - 1923年8月6日
- 南部麒次郎 中将：1923年8月6日 - 1924年12月15日[3]
- 緒方勝一 中将：1924年12月15日 -
- 黒崎延次郎 中将：1928年3月8日 -
- 大橋顧四郎 中将：1931年8月1日 -
- （扱）緒方勝一 大将：1931年8月22日 - 1932年8月8日[4]
- 久村種樹 少将：1932年8月8日 -
- 多田礼吉 中将：1936年8月1日 -
- 尾藤加勢士 中将：1939年3月9日 - 1941年6月15日